# Sumner (Nebraska)
Pour les articles homonymes, voir Sumner.
Sumner est un village du comté de Dawson, dans l'État du Nebraska, aux États-Unis. En 2020, il comptait une population de 252 habitants.